# ألكسندر سميث (شاعر)
ألكسندر سميث (بالإنجليزية: Alexander Smith) (و. 1830 – 1867 م) هو شاعر إسكتلندي، توفي عن عمر يناهز 37 عاماً.